# 石井一家
四代目石井一家本部事務所位於大分縣大分市辯天1-5-17 的設置。日本指定暴力團之一・六代目山口組的2次團體。

## 略史
1945年、初代石井一郎（本名：山川一郎。通稱：別府的北斗拳）原本在大分縣杵築郡（現・日出町）一帶的小劇場、眾樂館擔任用心棒（保鑣）。後來，他繼承其兄（二代目井田組・井田榮作）的地盤，並加入三代目山口組小西組（組長・小西豊勝）擔任舍弟。
1953年12月、石井一郎在大分縣別府市成立石井組，並且加入三代目山口組 村上組（組長・澤田義一、山口組舍弟）。「別府抗争」事件後的1960年、石井一郎被三代目山口組組長・田岡一雄升格為山口組直系組長，「石井組」成為三代目山口組旗下2次團體。
1973年8月、秋山潔二代目襲名繼承，1978年之後，因派系分裂，旗下「稻葉組」在1979年分出另組成之後的稻葉一家。1987年6月、秋山潔將組織改成目前的正式名稱「石井一家」。1992年、二代目引退。同組、江口亨三代目繼承。
2009年8月24日，三代目江口亨 總長對外宣告引退。9月11日，原若頭生野靖道 繼承四代目總長。
2011年9月26日的組織改革人事發表、生野靖道升任六代目山口組本家若頭付一職。

## 歷代總長
- 初代（1952年～1973年4月26日）：石井一郎（三代目山口组若中）
- 第2代（1973年～1992年2月）：秋山　潔（五代目山口组舍弟）
- 第3代（1992年～2009年8月）：江口　亨（六代目山口組若中）
- 第4代（2009年～）：生野靖道（六代目山口組若中兼若頭付）[1]

## 最高幹部
- 總長・生野靖道（本名：生野靖一；三代目川近組組長）
- 若頭・小林邦博（十德會會長）
- 本部長・川越邦行（二代目井根組組長；宮崎）
- 組織委員長・山本 淳（山本總業組長）
- 慶弔委員長・山下博文（二代目井根組副組長）
- 渉外委員長・姫田満洋（十徳會副會長；姫田會會長）
- 懲罰委員長・黒木清光（黑清會會長）
- 若頭補佐・下藤勝一郎（四代目江口組組長）
- 若中・立山親晴（二代目城士會會長）

## 資料來源
1. ↑  實話時代 2009年11月號 [永久]